# アルティメット・アベンジャーズ
『アルティメット・アベンジャーズ』（Ultimate Avengers, またはUltimate Avengers: The Movie）は、マーベル・コミックの『アルティメッツ』を原作としたオリジナルビデオアニメーション映画（OVA）である。マーベルアニメーション製作で、ライオンズゲート・ホーム・エンターテインメントより発売された。アメリカ合衆国では2006年2月21日にDVDが発売された。また2006年4月22日にカートゥーン ネットワークのTOONAMIでPG-Vレイティングでテレビ放送された。
日本では2012年8月8日にキングレコードからBlu-rayとDVDが発売された。また、関連作品7本とセットになったBOXセットの『マーベル・アニメイテッド・ユニバース』も同日に発売された。

## キャスト
| キャラクター                                  | 原語版声優                                | 日本語吹替        |
| --------------------------------------------- | ----------------------------------------- | ----------------- |
| キャプテン・アメリカ / スティーヴ・ロジャース | ジャスティン・グロス                      | 志村知幸          |
| アイアンマン / トニー・スターク               | マーク・ウォーデン                        | 相沢まさき        |
| ハルク / ブルース・バナー                     | フレッド・タタショア / マイケル・マッシー | 武田幸史 / 村治学 |
| マイティ・ソー                                | デヴィッド・ボート                        | 川原慶久          |
| ブラック・ウィドウ / ナタリア・ロマノヴァ     | オリヴィア・ダボ                          | 薬丸夏子          |
| ジャイアントマン / ハンク・ピム               | ノーラン・ノース                          | 岩崎正寛          |
| ワスプ / ジャネット・ヴァン・ダイン           | グレイ・デリスル                          | 志田有彩          |
| ニック・フューリー                            | アンドレ・ウェア                          | 福田信昭          |
| ベティ・ロス                                  | ナン・マクナマラ                          | 石田嘉代          |
| ヘル・クライザー                              | ジム・ウォード                            | 山内健嗣          |

## 売上
アメリカ合衆国では554,913セット、金額にして671万3941ドルを売り上げた。